# Massacro del convoglio medico di Hadassah
Il massacro del convoglio medico di Hadassah fu perpetrato il 13 aprile 1948, quando un convoglio medico, scortato da miliziani Haganah, che stava trasportando materiale medico e militare e personale all'ospedale di Hadassah, sul Monte Scopus, subì un'imboscata da un gruppo di soldati arabi.
Settantotto, tra medici, infermieri, studenti, pazienti, membri di facoltà e soldati Haganah israeliani, più un soldato britannico furono uccisi durante l'aggressione. Dozzine di corpi impossibili da identificare per via di ustioni furono seppelliti in una fossa comune nel cimitero di Sanhedria. L'Agenzia ebraica affermò che l'aggressione era stata una pesante violazione delle convenzioni internazionali, tra cui quella di Ginevra. Gli arabi affermarono di aver attaccato una formazione militare, che tutti i membri del convoglio avevano risposto al fuoco e che era stato impossibile distinguere i militari dai civili. Fu condotta un'inchiesta e alla fine fu raggiunto un accordo per distinguere i convogli militari da quelli umanitari.

## Dinamica
Il convoglio, consistente in dieci veicoli tra cui: due ambulanze, tre bus riservati al personale medico e tre furgoni, scortati da due autoblindi Haganah, partì per l'ospedale alle 9:30. Trasportava 105 passeggeri ed era comandato dall'ufficiale Haganah Asher Rahav, che scortava convogli con un furgone Ford corazzato. Il mezzo di Rahav guidava la colonna, seguito dalle due ambulanze, quindi venivano i bus e i due furgoni, con il secondo mezzo corazzato che chiudeva il convoglio.
Il quartiere di Sheikh Jarrah era il luogo ideale per condurre un'imboscata, ma una piccola unità di dodici uomini della britannica Highland Light Infantry presidiava la zona armata con una mitragliatrice pesante e munita di bazooka.  Si trovava a circa 200 yarde (180 metri) dal sito dell'imboscata.
Alle 9:45 circa, una mina fu fatta esplodere con un innesco elettrico poco davanti al furgone di Rahav, che conteneva un contingente di 10 soldati e 2 membri di Haganah che avevano approfittato di un passaggio. Il furgone rimase bloccato in un fosso ed il convoglio subì il fuoco pesante delle forze arabe presenti. Cinque veicoli riuscirono a ritirarsi dallo scontro e ritornare alla base, mentre il furgone di scorta che chiudeva il convoglio inspiegabilmente fece inversione e tornò a Gerusalemme. L'unità di Abdel Najar's, che condusse l'imboscata, contava circa 40 uomini, e furono poi raggiunte dagli uomini comandati da Mohammed Gharbieh; diversi altri soldati si accorsero della battaglia.
Le forze britanniche e Palmach furono lente ad arrivare in soccorso del convoglio; il motivo del ritardato intervento degli alleati di Israele è da ricercare in ragioni diplomatiche. Uno dei primi uomini ad intervenire sulla scena fu il maggiore Jack Churchill, che arrivò alle 11:15 e bussò ad uno dei bus, offrendosi di evacuare i passeggeri del convoglio con il suo APC. La sua offerta fu rifiutata nella convinzione che l'Haganah sarebbe arrivato in loro aiuto e li avrebbe soccorsi. Non arrivando i soccorsi,  Churchill e i suoi 12 uomini fornirono il fuoco di copertura di cui furono capaci contro centinaia di nemici.
L'unità cercò di organizzare un cessate il fuoco dalle 11:00 a mezzogiorno. Poco dopo l'una due mezzi corazzati britannici, uno dei quali occupato dal comandante delle forze militari britanniche in Palestina Gordon Holmes MacMillan, si avvicinarono alla zona e osservarono la sparatoria, ma si trattennero dal rischiare la vita dei propri soldati intervenendo. Oltrepassando il quartiere, a detta di un testimone, bloccarono la via di ritirata agli israeliani e Rahav ordinò a un suo uomo di sparare loro perché sgombrassero la strada. Lasciarono la scena alle 14:00 e ritornarono alle 15:00 con armamenti più pesanti. I negoziati furono condotti da uno dei comandanti delle forze d'imboscata arabe, Adil Latif, da due uomini di Haganah e da un ufficiale inglese: gli arabi chiedevano che tutti i soldati israeliani si arrendessero e che tutti i soldati capaci di combattere si consegnassero prigionieri. La trattativa fu improvvisamente interrotta quando Latif fu assassinato.
Verso le 14:00 il primo degli autobus fu dato alle fiamme, e poco dopo il secondo fu avvolto dalle fiamme, anche a causa del lancio di bombe molotov. Solo un uomo in ogni bus è stato in grado di sopravvivere, Shalom Nissan e Nathan Sandowsky: quest'ultimo testimoniò che passavano i convogli britannici i quali si sarebbero rifiutati di prestare aiuto, nonostante le loro richieste. Si sentirono invece grida in arabo di "Minshan Deir Yassin" (Per Deir Yassin) tutt'intorno. Il dottor Chaim Yassky fu ferito a morte da un proiettile di rimbalzo in un'ambulanza bianca, che aveva lo spessore maggiore tra tutti i veicoli del convoglio, intorno alle 14:30. L'Haganah fece un ulteriore tentativo di organizzare un salvataggio, trainando fuori veicoli con una macchina blindata, ma non ebbe successo. Per tutta la giornata erano state avanzate richieste per l'intervento britannico, ma senza risultato. il brigadiere Jones alla fine ricevette il permesso alle 4 del pomeriggio, raggiunse l'avamposto britannico dietro il convoglio con tre carri armati e aprendo il fuoco colpì le forze arabe, uccidendo quindici uomini; anche i bazooka furono impiegati, mentre semicingolati furono spediti a raccogliere i sopravvissuti.
Alle 5 del pomeriggio l'esercito inglese stese una cortina fumogena e iniziò il recupero dei 28 sopravvissuti. In quel momento un autobus era già bruciato e un secondo era ancora in fiamme.
Dopo il massacro, Churchill supervisionò l'evacuazione di 700 pazienti e del personale dell'ospedale.
Due militanti dell'Irgun feriti a Deir Yassin erano tra i pazienti trasportati nel convoglio.

## Vittime
Nell'attacco 78 ebrei ed un soldato britannico vennero uccisi per colpo di arma da fuoco, o bruciati quando fu appiccato fuoco ai loro veicoli. Ventitré erano donne. Tra le vittime c'erano lo psicologo Enzo Bonaventura, il dott. Chaim Yassky, direttore dell'ospedale e il dott. Moshe Ben-David, direttore della nuova scuola medica (che fu poi stabilita nell'Università Ebraica negli anni '50).
La maggior parte dei corpi bruciati risultò irriconoscibile. Le 31 vittime che fu possibile identificare furono bruciate individualmente. Gli altri 47 corpi di ebrei furono presumibilmente seppelliti in una fossa comune nel cimitero di Sanhedria. Però, a metà degli anni settanta, Yehoshua Levanon, il figlio di una delle vittime, scoprì che una commissione d'inchiesta del tempo riportò che solo 25 corpi andarono nella fossa comune e gli altri 22 corpi risultarono dispersi. Cercando i corpi spariti, nel 1983 incontrò un Arabo che partecipò all'imboscata, che sosteneva che gli offensori seppellirono parti di corpi straziati in una fossa comune vicino alla Porta dei Leoni. Nel 1996 Levinson fece una petizione all'Alta corte israeliana per costringere il Ministero della difesa di impostare un database genetico per identificare i 25 corpi seppelliti nel cimitero di Sanhedria. La fossa comune non fu mai riaperta.

## Conseguenze
Il giorno dopo l'attacco, parecchie migliaia di ebrei ortodossi manifestarono nel quartiere ebreo, chiedendo un "cessate il fuoco". In una dichiarazione hanno sostenuto che la dimostrazione è stata interrotta e dispersa dall'Haganah.
Il soldato britannico Jack Churchill coordinò l'evacuazione di 700 tra dottori ebrei, studenti e pazienti dall'ospedale di Assad al campus dell'Università Ebraica sul monte Scopus a Gerusalemme.